# Петър Аладжов
Петър Аладжов е български икономист и банкер, доктор.

## Биография
Роден е в Търново на 25 септември 1908 г. Баща му Христо Аладжов е занаятчия и търговец, а майка му Теофана Мичурин е дъщеря на Петър Мичурин – участник в Руско-турската война от 1877 – 1878 г. Постъпва в Основно училище „Митрополит Панарет“. След това започва да учи в Търговската гимназия в Търново. Като ученик става турист в юношеския туристически съюз „Царевец“. След като завършва е стажант в търновския клон на Българска търговска банка. Заминава за Прага, където продължава образованието си. Става член на студентската организация „Българска седянка“, която обхваща 470 младежи и е най-старото българско академично дружество в чужбина. Той се включва активно в организационния живот, избран е за касиер на организацията, а после и за неин председател. След завръщането си в България постъпва на работа в търновския клон на Българска търговска банка, а по-късно е и неин директор. В края на 1930-те и началото на 1940-те години е преместен в София, където му е възложено от Управителния съвет да отговаря за сделките с чужда валута и борсовите операции на банката. Същевременно защитава докторска дисертация на тема „Чуждите капитали в България“.
В началото на 1943 г. е назначен от министър-председателя Богдан Филов за върховен комисар на Комисариата на военновременното стопанство. Неговата задача е да съгласува всички дейности, чрез които се направлява и ръководи военновременната икономика, като приоритет се дава на селското стопанство.
След Деветосептемврийския преврат на 13 октомври 1944 г. е арестуван от милицията. Отведен е в Дирекция на Народната милиция, там е и Пловдивския митрополит Кирил. След шестмесечни разпити съпроводени с унижения и изтезания, е преместен в Софийския централен затвор. След заседание на „Народния съд“ на 18 април 1945 г. е освободен. Същевременно апартаментът му е конфискуван. Живее при секретарката си Екатерина Петрова, която става по-късно негова съпруга.
Отново започва работа в Българска търговска банка, където възстановява банковите контакти с чужбина. Командирован е от министър-председателя Кимон Георгиев в Белград, Букурещ, Рим, Милано, Цюрих и Женева. В Женева осъществява важна среща със застрахователната компания „Лойд“, представлявайки интересите на българските застрахователни компании „България“ и „Балкан“. На 27 декември 1947 г. банката е национализирана, а заедно със семейството си е изселен в с. Церово. След среща с членът на ЦК на БКП Тодор Павлов му е даден паспорт за Германия, като условието е след това и семейстовто му да получи разрешение за пътуване в чужбина. Заедно с главния директор на външното предприятие „Булет“ заминава за Мюнхен. Там са сключени договори за голям износ от България. Семейството му не получава разрешение за излизане от България и той остава в Германия. За събиране на семейството се включват висши немски държавни служители, а в знак на протест министърът на прехраната на Германия спира вноса на български стоки. В крайна сметка е разрешено на семейството му да замине за Германия.
В Германия ръководи фирмата „БАФАГ“, която се занимава с внос-износ на хранителни стоки, вина, текстил и др. Тя е и със собствена банка. Създадени са представителства във Франция, Италия, Полша, Турция, Гърция, Китай и Аржентина. През 1982 г. лично е поканен от американския президент Джералд Форд да участва в световния форум на Американския институт по предприемачество в Колорадо. В средата на ноември 1990 г. е поканен от президента Жельо Желев да посети България.
През 1990 г. дарява 200 000 дойче марки за изграждане на паметник на Стефан Стамболов във Велико Търново. Паметникът е издигнат в началото на занаятчийската Самоводска чаршия.
Част от нумизматичната си колекция дарява на Регионалния исторически музей във Велико Търново. На 15 март 2001 г. е избран за почетен гражданин на Велико Търново „за неговите изключителни постижения в областта на световната икономика“.
Негова дъщеря е доктор Теофана фон Саксен.
Умира през 2004 г.